# Bíró Béla (irodalomtörténész)
Bíró Béla (Barót, 1947. február 18.) professzor emeritus, romániai magyar újságíró, irodalomtörténész, filozófus.

## Életútja
Született 1947. február 18. Kutatási területei: irodalomtudomány, esztétika, politikaelmélet és filozófia. Szülei: József – könyvelő, Matild – tisztviselő. Felesége Anna Mária, tanárnő. Gyermekei Zoltán (1969), programozó, Ádám (1974), üzletember.
A kolozsvári BBTE, román-magyar szakán szerzett tanári képesítést (1970), 1988-ig a sepsiszentgyörgyi Megyei Tükör újságírója volt, tagja a Limes körnek, retorzióként elbocsátják és 1988-90 között fordító, 1990-96 között visszatér a sajtóba, a Brassói Lapok szerkesztője, főmunkatársa). 1989 után a magyarországi napsajtóban és számos folyóiratban is folyamatosan jelen van. Olvas és ír magyarul, románul, németül, olvas angolul, franciául és olaszul. 
A 90'-es évek elejétől Magyar Hírlapban, a Magyarországban és a Népszabadságban közöl jegyzeteket és tanulmányokat a romániai magyarság létkérdéseiről. Esztétikai jellegű írásai jelennek meg a Ligetben, a Kortársban, a Beszélőben, a Világszínházban, a Színházban, a Pannonhalmi Szemlében, az MTA Magyar Politikatudományi Szemlé-jében, a Magyar Naplóban, a Színház és a Világszínház című folyóiratokban stb. 
1996-tól 2002-ig a bukaresti Tudományegyetem Hungarológiai Tanszékének adjunktusa, 2002-től a Sapientia EMTE Gazdasági és Humán Tudományok karának docense, majd professzora. 2016-tól professzor emeritus. Azóta Magyarvistán él, viszonylagos visszavonultságban. Jegyzetei a 90-es évek elejétől a Bukaresti Rádió magyar adásában hangzanak el. E mellett továbbra is rendszeres munkatársa a maszol.ro véleményrovatának és a kolozsvári Szabadságnak. Foglalkoztatják természetfilozófia rejtélyei. Ezekről szólnak utolsó kötetei is. Továbbra is ír recenziókat (Láng Zsolt, Bogdán László, Kolozsvári András stb.)

## Szakmai kitüntetései
- Szabad sajtó-díj (1999)
- a 2000 c. folyóirat nívódíja (1996)
- a filológiai tudományok doktora (2001)
- az év legjobb irodalomtudományi munkája (2003)
- a MÚRE nívódíja (2006)
- Magyar Arany Érdemkereszt (2012)
- az MTA köztestületi tagja (2004)
- a budapesti Egyenlítő című folyóirat szerkesztőbizottságának tagja
- a Zsámbéki Színházi Alapítvány vezetőségének tagja
- a sepsiszentgyörgyi Tamási Áron Színház Művészeti Tanácsának tagja
- a budapesti Méltányosság Klubvezetőségének tagja
- Színháztörténészek Országos Szövetségének tagja
- a Magyar Írószövetség és a az Erdélyi Magyar Írók Ligájának tagja
- 1994, 1995, 1997, 2000, 2002-ben a sepsiszentgyörgyi Andrei Mureşanu Színházi Műhely elnevezésű nemzetközi fesztiváljának zsüritagja
- az International Association of Theatre Critics tagja
- 2005-től tagja volt a Team Europe (TE) Romania-nak.

## Kötetei
- A tragikum tragédiája, Kriterion, Bukarest, 1984, 195 pg.
- Legenda a kerek Egészről, Liget Kiadó, Budapest, 1997, HU ISSN 0865-008X, 280 pg.
- Kossuth–paradoxon. Politológiai esszék, Korunk Baráti Társaság, Kolozsvár, 2000, ISBN 973 9373 24 0, 213 pg.
- A gyűlölet terhe. Esszék 1997–2000, Liget Kiadó Budapest, 2000, HU ISSN 0865-008X, 243 pg.
- Véges végtelen. A körkörösség "fizikája" és "metafizikája"; Fríg Kiadó, Budapest, 2002,. ISBN 963 00 9872 5, 416. pg
- A füst árnyéka, Pallas-Akadémia, Csíkszereda, 2003, ISBN 973 8079 99 3, 322. pg.
- Egyensúlykényszer; A Magyar Nyelv és Kultúra Nemzetközi Társasága, Budapest, 2004
- Narratológia, Scientia Kiadó, Kolozsvár, 2004, ISBN 973 7953 22 3, 240 pg.
- Drámaelmélet, Scientia Kiadó, Kolozsvár, 2004, ISBN 973 7953 21 5, 184 pg
- Határokon innen és túl. Esszék, Pallas-Akadémia, Csíkszereda, 2005, ISBN 973 665 128 2, 235 pg.
- A Tragédia paradoxona, Liget-Polis, Budapest-Kolozsvár, 2006, ISBN 963 9363 45 6, HU ISSN 0865-008X, 248 pg.
- Eszmélet és körkörösség, Pallas-Akadémia, Csíkszereda, 2008, ISBN 978-973-665-227-1, 352. pg.
- Megfoghatatlan körkörösség. Geometriai fantázia tíz tételben, Editor BL, Brassó, 2012, ISBN 978-973-0-12559-7, 156 pg.
- A kölcsönösség alakzatai; Brassói Lapok Alapítvány, Brassó, 2017
- Nézőpont-hierarchiák. Kísérlet a körkörösségfogalom szisztematikus végiggondolására, 2017, Szerző kiadása, Kolozsvár, ISBN 978-973-0-09566-1, 130 pg.
- Virtuális világ, avagy a téridő (háztáji) mitológiája, 2020, Brassói Lapok Alapítvány, Brassó, ISBN 978 973-0-33335-0, 180 pg.
- Időgyulladás. Esszék, kommentárok, jegyzetek. Kolozsvári Művelődési Egyesület. 2021. Kolozsvár. ISBN 978-606-8980-27-0. 510 pg.

### Másokkal közösen
- A végtelen, mint tudati tény, in: Tény és való, Kriterion, Bukarest, 1989, 174-182 pp. (Szerzők: Salat Levente, Veress Károly, Cătălin Zamfir, D. Lőrincz József, Lorenzovits Rozália és mások)
- Szakrális dráma vagy piece bien fait?, In: Színház és rítus, (szerk. Visky András), Sepsiszentgyörgy, Jókainé Laborfalvi Róza Színházpártoló Alapítvány, Sepsiszentgyörgy 1997, ISBN 973 98109 2 6, 81-101. (Szerzők: Keszeg Vilmos, Klein-Varga Noémi, Láng Zsolt, Sebestyén Rita, Selyem Zsuzsa, Visky András).
- Valóságos – lehetséges in: Visszaszámlálás, Liget, 1998, HU ISSN 0865-008X, 307-321. (Alţi autori: Balassa Péter, Beney Zsuzsa, Földényi F. László, Kállai Géza, Lányi András, Levendel Júlia, Márton László, Poszler György, Rába György, R. Várkonyi Ágnes, Szilágyi Ákos, Tandori Dezső şi alţii)
- A tragikum tragédiája. Részlet. In Csillag a máglyán. In memoriam Sütő András. (Válogatta, szerkesztette, összeállította Görömbei András), Nap Kiadó, Budapest, 2007, ISBN 978 963 9658 27 1, ISSN 1416-0757 In memoriam, 170-179.
- A bibói szabadságfogalom és a társadalmi autonómia In. Kortársunk Bibó István, Pallas Kiadó, Budapest, 2008, 29-40.
- Forma és konvenció, in Dombormű (Poszler György 70. születésnapjára), ELTE-Liget, 2001, HU ISSN 0865-008X, 221-238. (Szerzők: Radnóti Sándor, Bacsó Béla, Almási Miklós, Kelemen, János, Spíró György, Ritoók Zsigmond, Szörényi László, Szilágyi Ákos, Szegedy-Maszák Mihály, Balassa Péter, Sándor Iván és mások)
- Határokon innen és túl, In Hol a határ? (Szerkesztette Sükösd Miklós és Vásárhelyi Mária), Élet és Irodalom Kiadó, Budapest, 2002, ISBN 963 204 205 0, 424-440. (Szerzők: Gombár Csaba, Szilágyi Ákos, Tamás Pál, Csizmadia Ervin, Sükösd Miklós, Koltai Tamás, Tamás Gáspár Miklós és mások)
- „Csak a máé a rettenet…” In. Háromszéki olvasókönyv, Sepsiszentgyörgy, 2006, ISBN 978-973-0-04838-4, 491-505.
- Von Haimatliebe zur Stattstreue. Suche nach Loyalitaet, in: Südosteuropa. Taditionen als Macht (Herausgeben von Emil Brix, Arnold Suppan und Elisabeth Vyslonzil), Verlag für Geschichte und Politik Wien & Oldenburg Wissenschaftsverlag, München, 2007, ISBN 3 7028 0432 3 ISBN 978-3486581867 Verlag für Geschichte und Politik Wien, ISBN 3 486 58186 4 90-97.
- Az irónia Liviu Rebreanu Ion című regényében, In Idő(m)értékek, kontextusok. Molnár Szabolcs 65. születésnapjára. RHT Kiadó, Bukarest-Sepsiszentgyörgy, 2008, ISBN 978-973-88825-0-8, 141-157.
- „Celi Cseloveka – vecsnaja borba…” Filoszofia „Tragedii” In Imre Madách: Tragedia cseloveka, Moszkva, Izdatyelsztvo Nauka, Rossziszkaja Akademia Nauk, Serija „Literaturnaja pamjatniki” 2011, ISBN 978-5-02-037515-4, 443-558.
- Átjárható határvonalak, In. A tudomány határai, (szerk Cseke péter), Korunk – Komp-Press, Kolozsvár, 2011, ISBN 978-973-1960-35-7, 5-27.

### Fordítások
- Nichita Stanescu: Antimetafizika (Antimetafizica), Kriterion, 1987
- Florin Mihăilescu: Hortensia Papadat-Bengescu, Kriterion, 1986
- Al. Săndulescu: Liviu Rebreanu, Kriterion, 1985